# Décès en 924
Décès
- 920
- 921
- 922
- 923
- 924
- 925
- 926
- 927
- 928

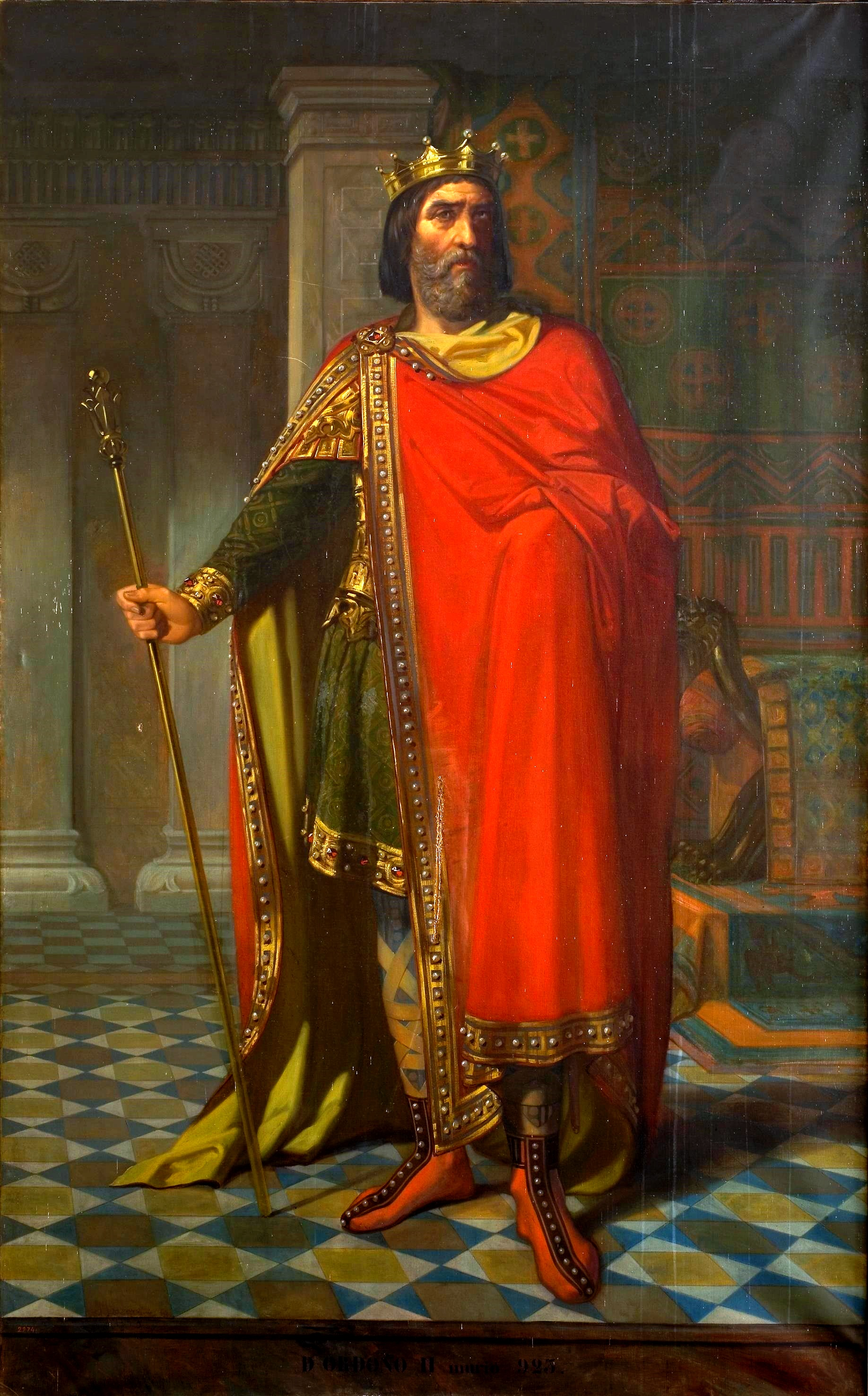
Ordoño II de León mort en 924.

Cette page dresse une liste de personnalités mortes au cours de l'année 924 :
- 17 juillet : Édouard l'Ancien, roi des Anglo-Saxons[1].
- 2 août : Ælfweard, prince de la maison de Wessex, fils d'Édouard l'Ancien[2].

- Abu'l-Hasan Ali ibn al-Furat (en), ministre du califat abbasside.
- Bérenger Ier de Frioul, ou Bérenger Ier d'Italie, roi d'Italie et empereur d'Occident.
- Ordoño II de León, roi de Galice.
- Raymond II de Toulouse, comte d'Albi, marquis de Gothie.

## Crédit d'auteurs
- Cet article est partiellement ou en totalité issu de l'article intitulé « 924 » (voir la liste des auteurs).